# سقالة

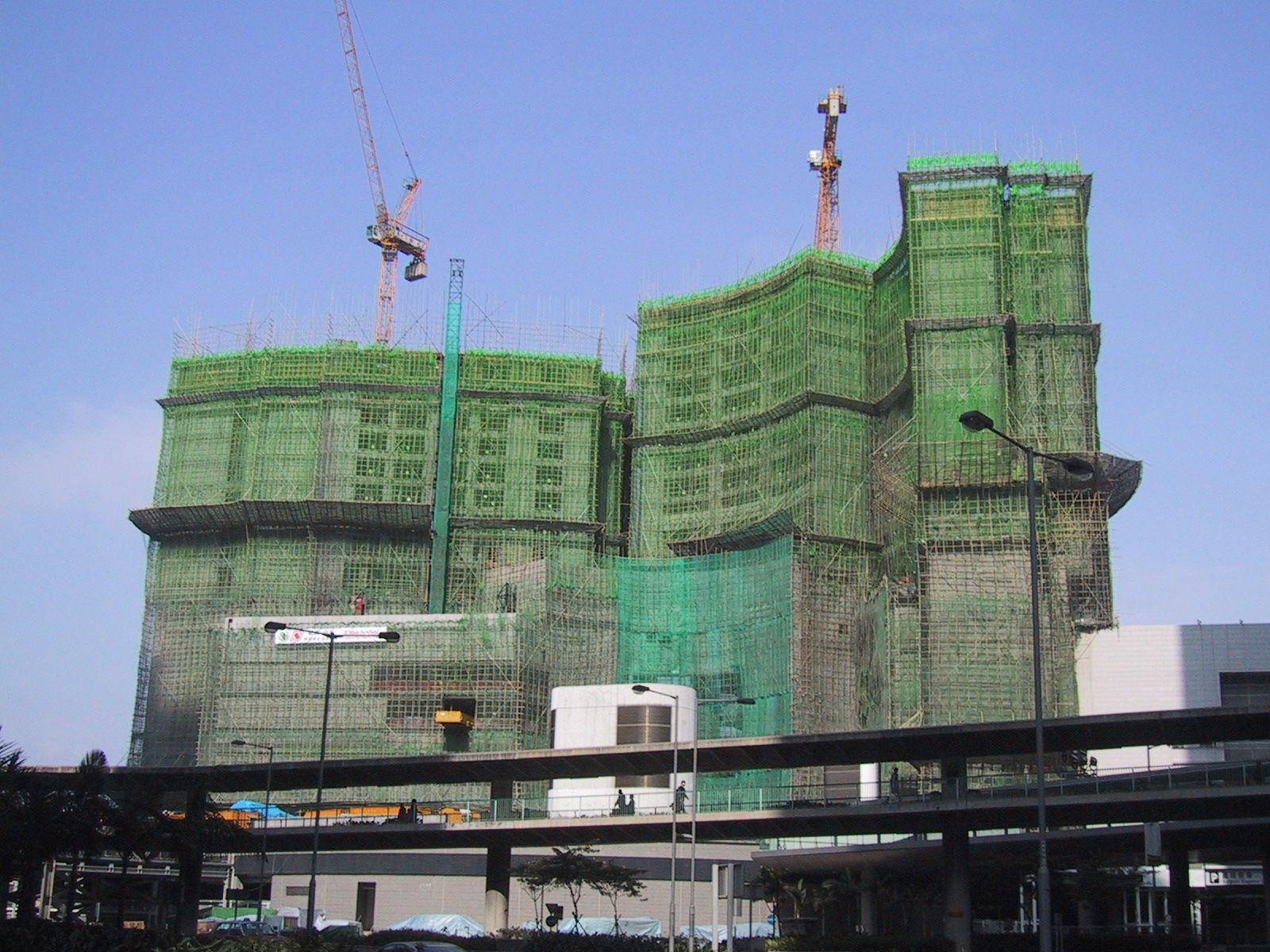
سقالات من الخيزران مستعملة لبناء فندق الأربعة مواسم هونغ كونغ.

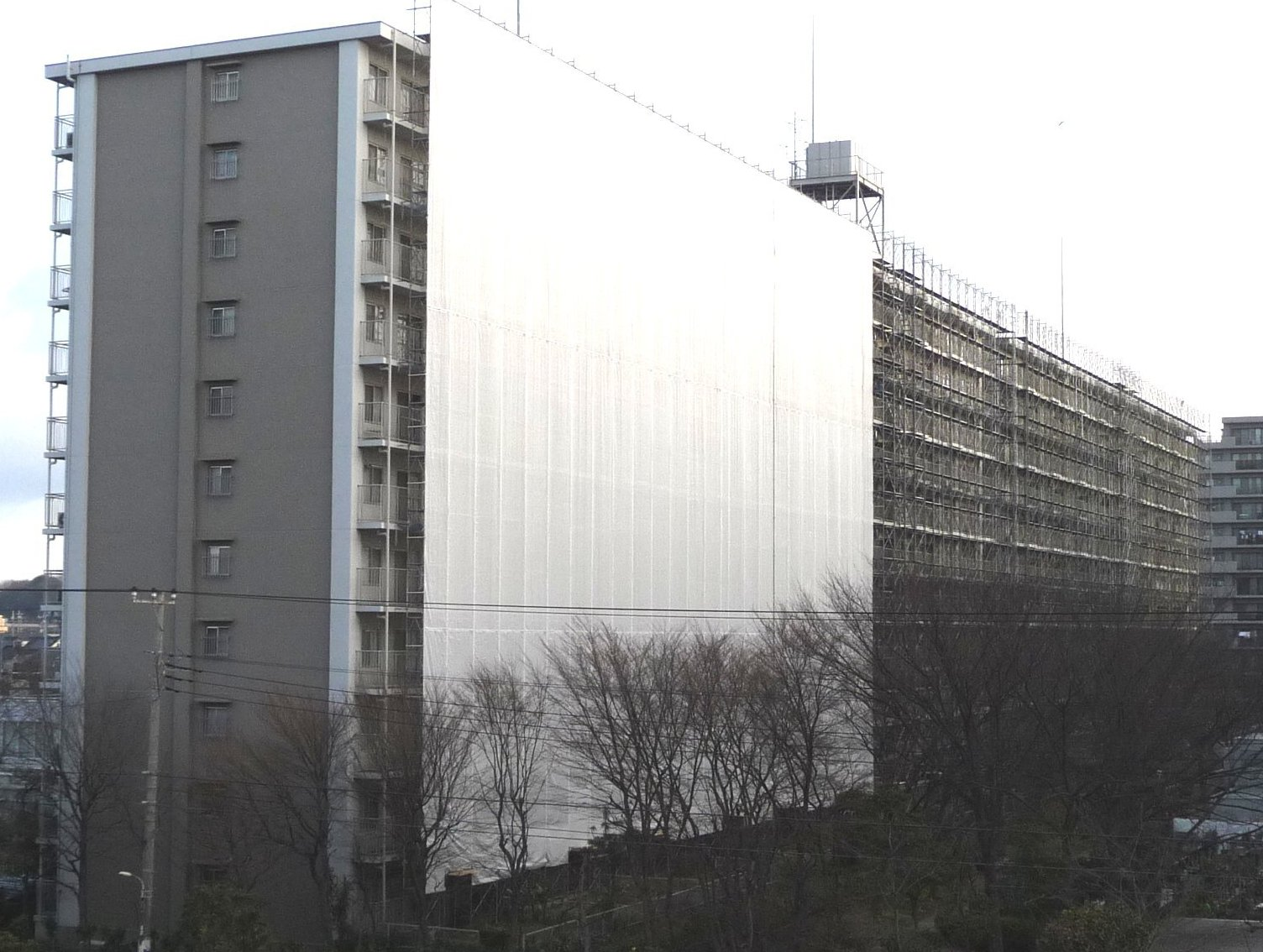
سيادة مشتركة في إصلاحات/صيانة واسعة النطاق دورية (كل 10-15 سنة) في اليابان بموجب أحكام البلد. في معظم الحالات، يُغطى المبنى بالكامل بسقالات وشبكة فولاذية من أجل عمل سهل وآمن. عادة، تستمر 3-5 أسابيع لكل جدول مخطط.

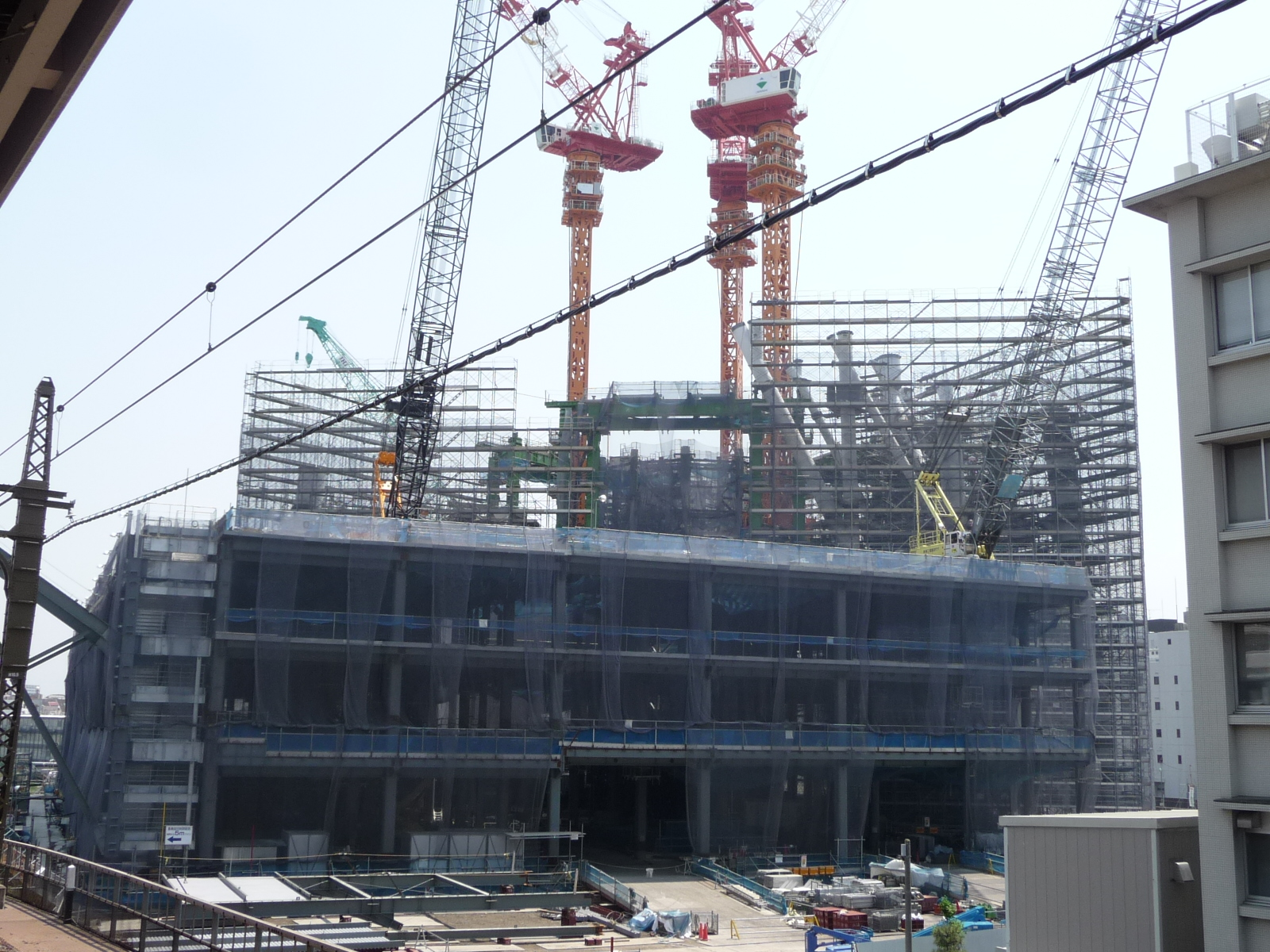
سقالات، بعد 10 أشهر من بدأ بناء طوكيو سكاي تري.

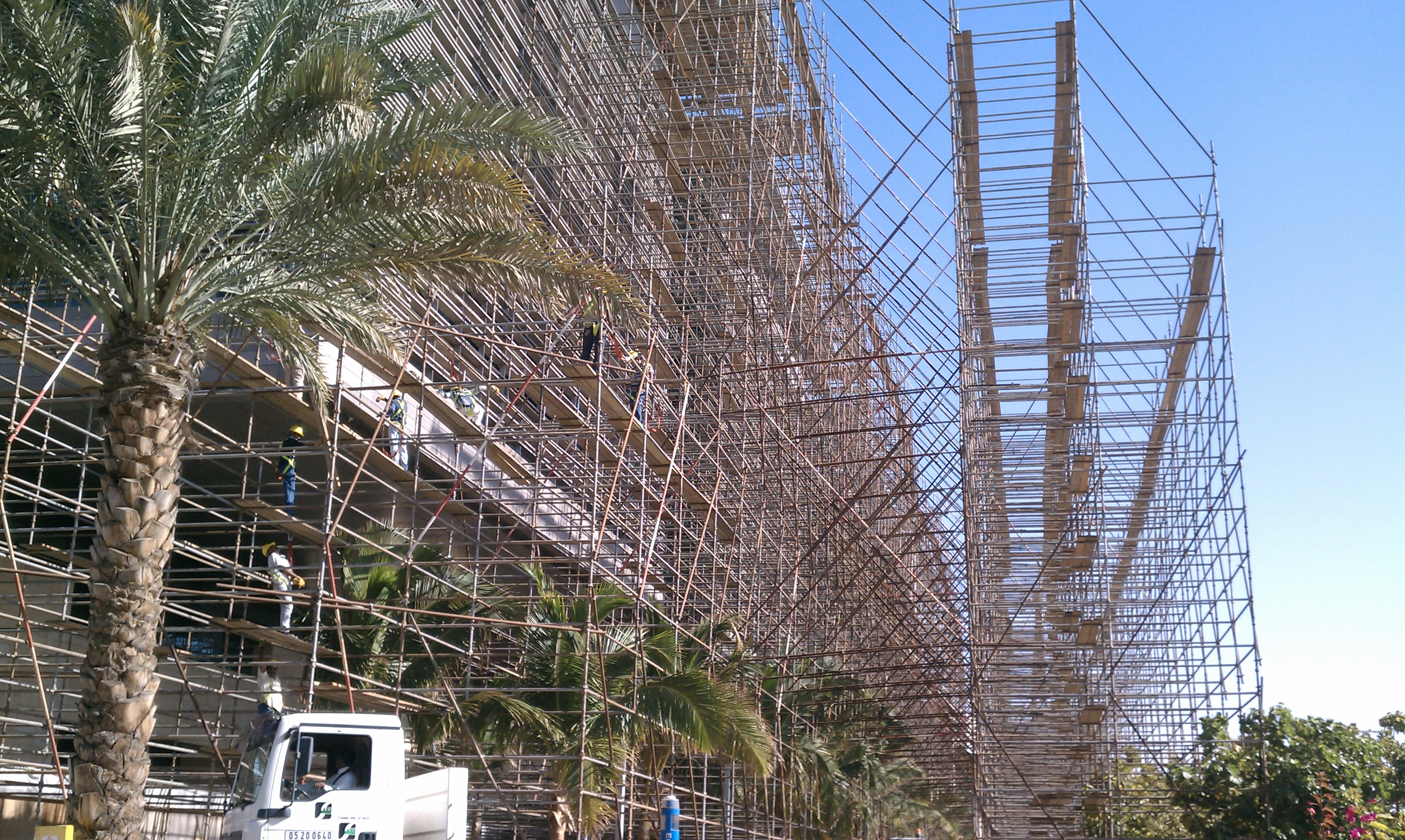
سقالات بجامعة الملك عبد الله للعلوم والتقنية في السعودية.

الإسْقَالَة أو السِّقَالَة أو الصقالة هيكل مؤقت يستخدم لحمل الأشخاص والمواد لغرض أعمال البناء أو ترميم المباني والمنشآت.
بصورة أخرى هي منصة مرفوعة علي أعمدة خشبية أو معدنية أو من مواد أخرى. مركبة بطريقة خاصة لحمل هذه السقالة وتثبيتها. وتستخدم هذه السقالة لحمل العمال المشتغلين في عمل بمكان مرتفع وحمل المعدات المستخدمة والخامات اللازمة للعمل.

## التسمية
سِقالة كلمة معربة من الإيطالية scala والتي تعني السلم.

## ربط السقالات
في حالة زيادة ارتفاع السقالة عن أربعة أمثال عرضها يجب ربطها بالحائط المثبتة عليه ويكون الربط كل 30 قدم أفقيا وكل 26 قدم رأسيا.
وتوجد أربعة أنواع للربط هي:
1. الربط من خلال النوافذ أو الفتحات Through Ties.
2. الربط من خلال وتد Reveal Ties .
3. الربط بالأعمدة Box Ties .
4. الربط بواسطة نقطة تثبيت Anchor Bolt .

### الربط من خلال النوافذ والفتحات
- يُدخل أنبوب خلال أية فتحة في المبنى (نافذة) ويُربط أنبوب آخر في وضع أفقى من الداخل.
- يُربط بعد ذلك الأنبوب الأول في مواقع مختلفة بالسقالة.

### الربط من خلال وتد
- يُثبّت أنبوب بين حواف النافذة داخل فتحة في الحائط على قاعدة (وتد).
- يُثبّت أنبوب آخر رأسى في الجهة المعاكسة للوتد وربطه كذلك في السقالة.

### الربط بأحد الأعمدة
- في حالة وجود عمود قريب من السقالة يُربط به.
- يُربط من جهتى العمود مع ربط أنبوبتين واحدة من الأمام وأخرى من الخلف.
- تُربط بعد ذلك الماسورة بالسقالة.

### الربط بنقطة تثبيت
- يُثبّت مسمار صلب بالحائط وتثبيت قاعدة صلب به.
- تُلحَم ماسورة رأسية بالقاعدة الصلب.
- تُربط هذه الماسورة بالسقالة.